# Wiktoria (królowa Wielkiej Brytanii)
Wiktoria, właśc. Aleksandryna Wiktoria, ang. Alexandrina Victoria (ur. 24 maja 1819 w Londynie, zm. 22 stycznia 1901 w Cowes na wyspie Wight) – królowa Zjednoczonego Królestwa Wielkiej Brytanii i Irlandii przez 63 lata (od 20 czerwca 1837). Od 1 stycznia 1877 r. także cesarzowa Indii. Żona księcia Alberta z Saksonii-Coburga-Gothy. Jej krewni i potomkowie zasiadali na tronach Grecji, Jugosławii, Rosji, Rumunii i Niemiec, a obecnie panują w Wielkiej Brytanii, Szwecji, Norwegii, Belgii, Danii i Hiszpanii.

## Wczesne lata życia

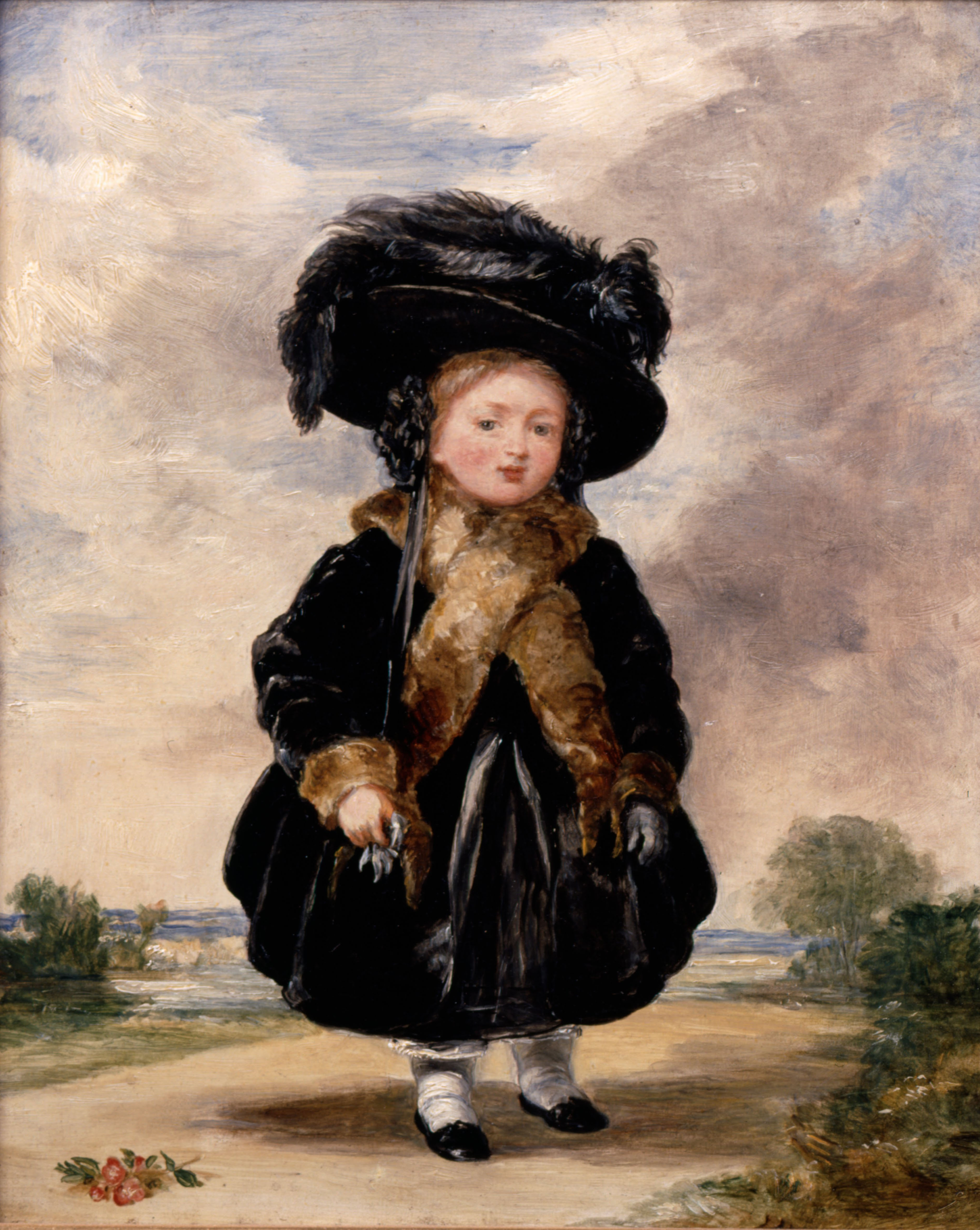
Księżniczka Wiktoria z Kentu, obraz Stephena Denninga z 1823

Urodziła się 24 maja 1819 w londyńskim pałacu Kensington. Jej ojciec, Edward August, książę Kentu, był czwartym synem Jerzego III, króla Wielkiej Brytanii w latach 1760–1820. Matką Wiktorii była księżniczka Wiktoria Sachsen-Coburg-Saalfeld, córka Franciszka, księcia sasko-koburskiego na Saalfeld, siostra przyszłego króla Belgów Leopolda I i wdowa po księciu Emichu Karolu zu Leiningen, z którym miała dwoje dzieci: Karla i Feodorę zu Leiningen.
Chrzest Wiktorii odbył się w Cupola Room w Kensington 24 czerwca 1819, sakramentu udzielił ówczesny arcybiskup Canterbury Charles Manners-Sutton, a rodzicami chrzestnymi Wiktorii zostali książę-regent, car Aleksander I Romanow (na cześć którego otrzymała pierwsze imię), królowa Charlotta Wirtemberska i księżna-wdowa Saksonii-Coburga-Saalfeld. Rodzice planowali nadać córce imię Elżbieta, jednak wobec ostrego sprzeciwu stryjów księżniczki zdecydowano się na kompromis i nadanie imienia na cześć cara i matki. Chociaż została ochrzczona pod imionami Aleksandryna Wiktoria, od urodzenia była tytułowana Jej Królewską Wysokością Księżniczką Wiktorią z Kentu (Her Royal Highness Princess Victoria of Kent). Rodzina nazywała ją „Drina”.
Kiedy księżniczka miała osiem miesięcy, jej ojciec zmarł na zapalenie płuc. Osiem dni później zmarł jej dziadek, szalony król Jerzy III. Stryj księżniczki – książę-regent został kolejnym królem jako Jerzy IV.

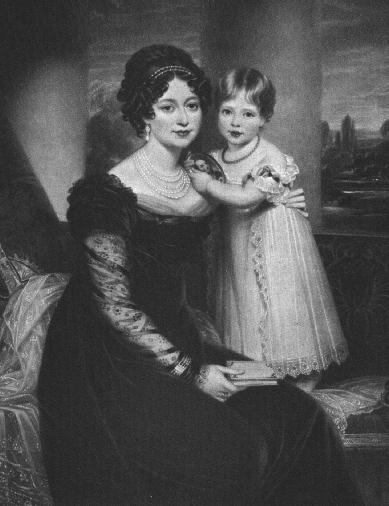
Przyszła królowa Wiktoria z matką

Mimo że dzieciństwo spędziła w Wielkiej Brytanii, jej pierwszym językiem był język niemiecki, którym posługiwała się matka i opiekunka. Dopiero w wieku trzech lat rozpoczęła naukę języka angielskiego. Nauczyła się również włoskiego, greckiego, łaciny i francuskiego. Jej nauczycielem był wielebny George Davys, a guwernantką Louise Lehzen.
Kiedy miała 11 lat, zmarł król Jerzy IV, pozostawiając tron księciu Clarence, który został królem Wilhelmem IV. Mimo posiadania gromadki nieślubnych dzieci nowy król nie miał legalnego potomstwa. Od tamtej pory Wiktoria została następczynią tronu. Brytyjskie prawo nie regulowało sytuacji, w której rządzi nieletni monarcha, Wiktoria otrzymałaby więc uprawnienia pełnoletniego króla. Aby temu zapobiec, Parlament uchwalił w 1830 tzw. Akt o regencji, w którym przewidziano, że w przypadku śmierci króla na czas małoletności Wiktorii mianowana będzie regentką jej matka. Wbrew dotychczasowym precedensom Parlament nie powołał Rady Regencyjnej, która ograniczałaby uprawnienia regentki. Matka następczyni tronu i król Wilhelm nie przepadali za sobą. Król miał powiedzieć, że prosi Boga, aby mógł dożyć 18. urodzin Wiktorii, żeby jej matka nie została regentką.
W 1835, w wieku 16 lat, Wiktoria poznała niemieckiego księcia Alberta z Saksonii-Coburga-Gothy (1819–1861), młodszego syna Ernesta I z Saksonii-Coburga-Gothy i Ludwiki, córki Emila, księcia Saksonii-Gothy-Altenburga, jednak wówczas nie zapałała do niego uczuciem. Ponownie spotkała go w październiku 1839 i z miejsca się w sobie zakochali. Byli blisko spokrewnieni – jej matka i jego ojciec byli rodzeństwem. Zdając sobie sprawę, że młodzieniec, mający rangę młodszego syna pomniejszego niemieckiego księcia, nie śmiałby poprosić o rękę królowej Wielkiej Brytanii, a także z uwagi na fakt, iż to ona – jako konstytucyjna monarchini – musiała znaleźć sobie męża, Wiktoria przejęła inicjatywę i zaproponowała mu małżeństwo.

## Początki panowania

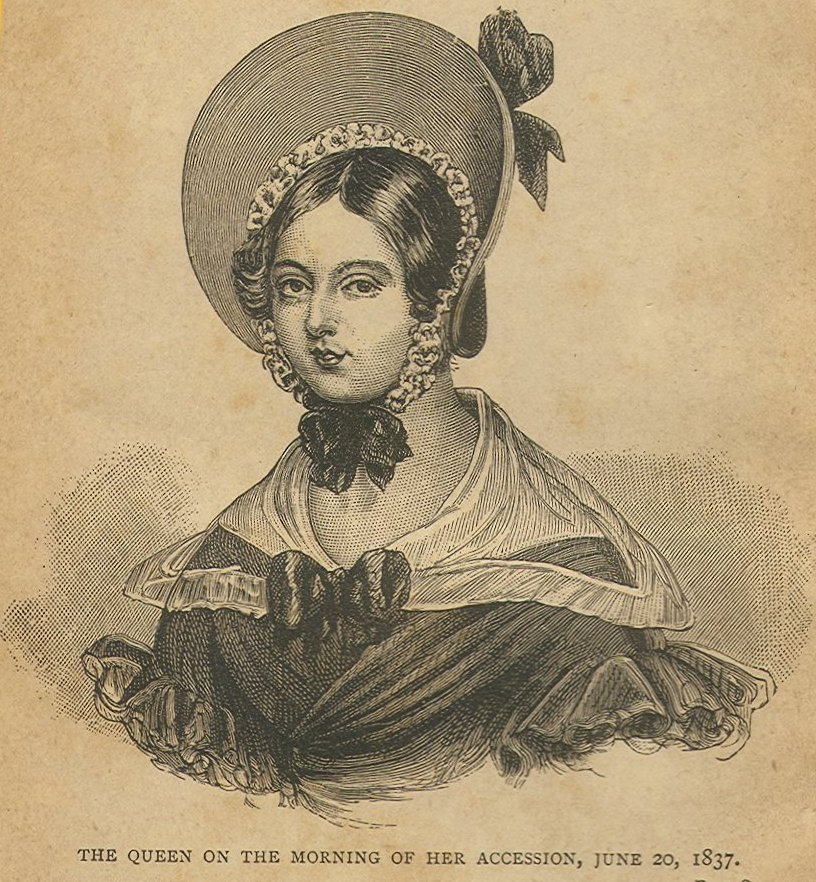
Królowa Wiktoria o poranku 20 czerwca 1837

24 maja 1837 Wiktoria ukończyła 18 lat, co oznaczało, że regencja nie będzie konieczna. Niecały miesiąc później została obudzona przez matkę, która zakomunikowała jej, że 20 czerwca 1837 o godz. 2:12, na niewydolność serca zmarł w wieku 72 lat król Wilhelm IV. Wiktoria została wówczas królową Wielkiej Brytanii. Nie wiedziałam, że jestem tak blisko tronu – powiedziała młoda królowa. Wraz z jej wstąpieniem na tron rozpadła się istniejąca od 1714 personalna unia brytyjsko-hanowerska.

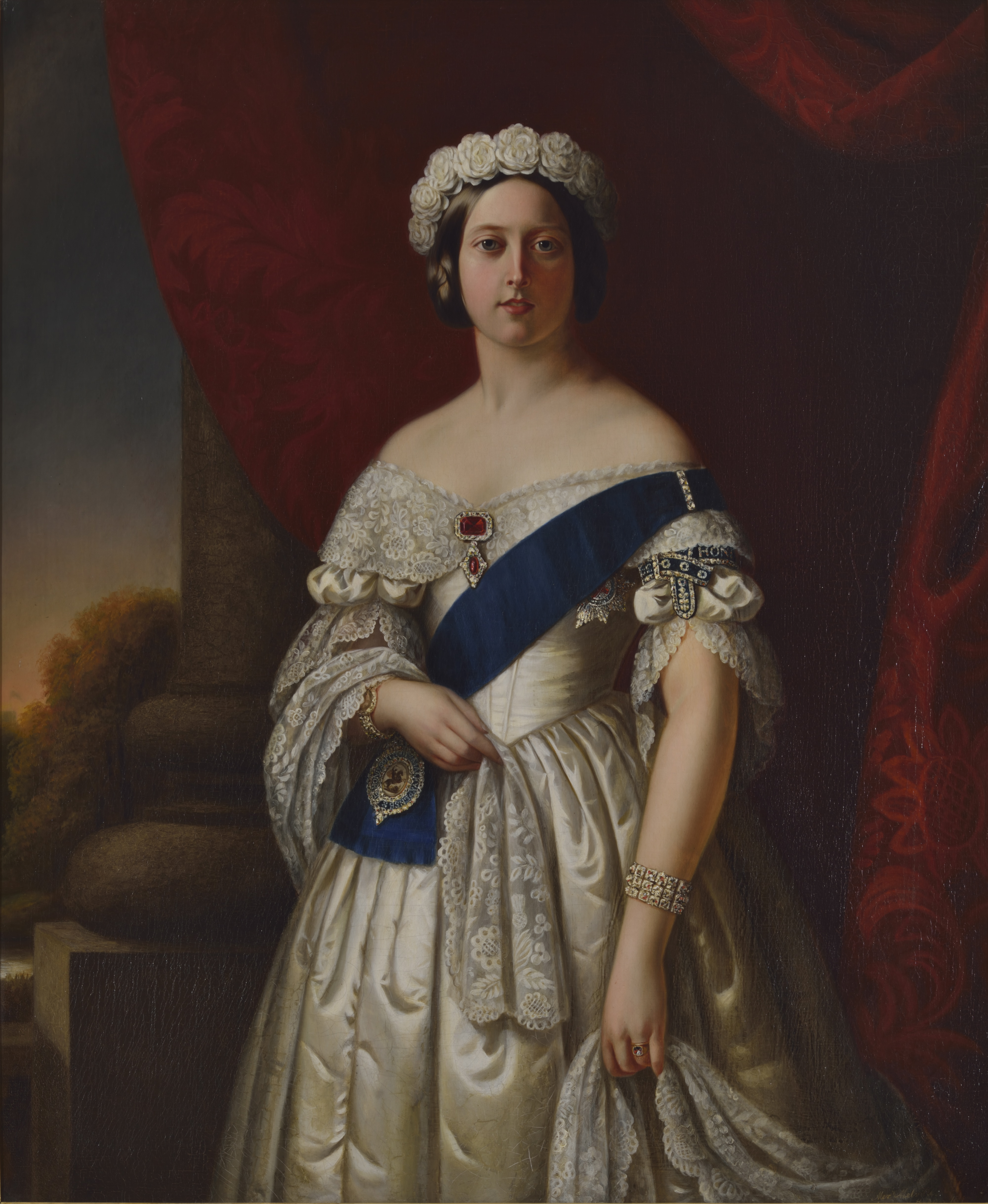
Królowa Wiktoria w młodości

Konstytucja nadana Hanowerowi w 1833 postanawiała, że korona Hanoweru może przypaść tylko męskim krewnym linii królewskiej i elektorskiej Hanoweru, po jej wygaśnięciu linii Braunschweig-Wolfenbüttel, a dopiero w razie jej wymarcia przejść na kobiety i ich potomstwo. Wiktoria pozostała księżniczką hanowerską i księżniczką brunszwicką na Lüneburgu do końca życia, ale korona Hanoweru przypadła jej stryjowi, młodszemu bratu jej ojca, księciu Cumberland i Teviotdale, który został królem jako Ernest August I. Przez pewien czas pozostał on następcą brytyjskiego tronu, do czasu, gdy w 1840 Wiktoria urodziła pierwsze dziecko.
Koronacja Wiktorii miała miejsce 28 czerwca 1838. Z tej okazji Thomas Carlyle napisał: Biedna mała królowa! Jest w wieku, w którym dziewczynka potrafi zaledwie wybrać kapelusz, a oto stawia jej się zadania, przed którymi cofnąłby się archanioł... Kiedy Wiktoria obejmowała tron, rząd znajdował się pod kontrolą partii wigów (która zaczęła być wówczas nazywana Partią Liberalną), która utrzymywała się u władzy, z drobnymi przerwami, od 1830. Premierem był wówczas William Lamb, 2. wicehrabia Melbourne, który wywierał wielki wpływ na pozbawioną politycznego doświadczenia młodą królową, rychło stając się jej najważniejszym doradcą (złośliwi nazywali Wiktorię „Panią Melbourne”). Gabinet Melbourne’a nie utrzymał się jednak długo, ponieważ nie cieszył się on popularnością w społeczeństwie, ponadto musiał stawić czoła niepokojom w koloniach – w Kanadzie w 1837 wybuchły dwie rebelie, które przeciągnęły się miejscami do 1839, za to na Jamajce kolonialne urzędy zaprotestowały przeciwko brytyjskiej polityce, ogłaszając, że nie będą przestrzegać brytyjskiego prawa. Nie mogąc poradzić sobie z niepokojami w koloniach, lord Melbourne podał się w 1839 do dymisji.

Królowa Wiktoria w stroju koronacyjnym na obrazie F. X. Winterhaltera

Na stanowisko premiera królowa powołała wówczas Roberta Peela, lidera partii torysów (nazywanych już Partią Konserwatywną). Nowy premier musiał już w maju 1839 stawić czoła tzw. kryzysowi sypialnianemu (The Bedchamber Crisis). Chodziło o to, że każdy nowy rząd mianował urzędników Dworu Królewskiego spośród członków własnej partii. Większość dam dworu Wiktorii była żonami polityków wigowskich, więc Peel chciał je zastąpić żonami torysów. Napotkał jednak na opór królowej, która zaprzyjaźniła się z wieloma damami. Peel stwierdził, że w takich warunkach nie może rządzić i podał się do dymisji. Lord Melbourne powrócił na stanowisko.

## Małżeństwo i rodzina
Wiktoria mierzyła 149 cm wzrostu. 10 lutego 1840 w kaplicy pałacu św. Jakuba poślubiła księcia Alberta, który stał się znany jako książę-małżonek, chociaż ten tytuł formalnie uzyskał dopiero w 1857. Nie otrzymał nigdy parowskiego tytułu.
Albert i Wiktoria tworzyli szczęśliwe, zgodne i kochające się małżeństwo, co radowało obywateli. Żyli skromnie na zamku w Balmoral w Szkocji. Książę-małżonek był nie tylko towarzyszem życia królowej, ale wywierał także wielki wpływ na życie polityczne Wielkiej Brytanii. Rychło stał się dla Wiktorii ważniejszym politycznym doradcą niż premier Melbourne. Albert i Wiktoria mieli razem czterech synów i pięć córek, byli nimi:
- Wiktoria Adelajda Maria Ludwika (21 listopada 1840 – 5 sierpnia 1901), księżniczka królewska, żona Fryderyka III Hohenzollerna, cesarza Niemiec;
- Edward VII (9 listopada 1841 – 6 maja 1910), król Wielkiej Brytanii;
- Alicja Maud Maria (25 kwietnia 1843 – 14 grudnia 1878), żona Ludwika IV, wielkiego księcia Hesji;
- Alfred Ernest Albert (6 sierpnia 1844 – 30 lipca 1900), książę sasko-koburski i Gotha;
- Helena Augusta Wiktoria (25 maja 1846 – 9 czerwca 1923), żona księcia Chrystiana ze Szlezwika-Holsztynu;
- Ludwika Karolina Alberta (18 marca 1848 – 3 grudnia 1939), żona Johna Campbella, 9. księcia Argyll;
- Artur Wilhelm Patryk Albert (1 maja 1850 – 16 stycznia 1942), książę Connaught i Strathearn;
- Leopold Jerzy Duncan Albert (7 kwietnia 1853 – 28 marca 1884), książę Albany;
- Beatrycze Maria Wiktoria Feodora (14 kwietnia 1857 – 26 października 1944), żona księcia Henryka Battenberga;

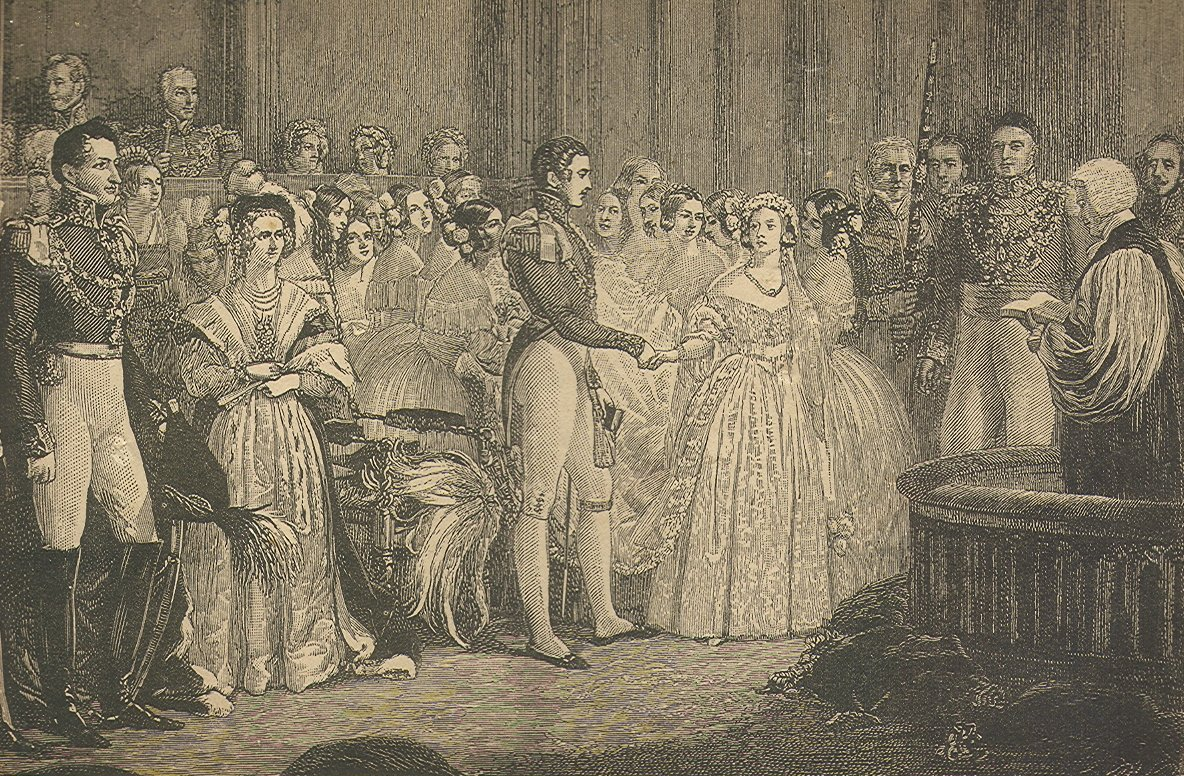
Ślub Alberta i Wiktorii

Podczas pierwszej ciąży Wiktorii 18-letni Edward Oxford podjął próbę zamachu na królową, kiedy jechała ze swoim małżonkiem odkrytym powozem przez Londyn. Oxford wystrzelił dwa razy, ale za każdym razem chybił. Został oskarżony o zdradę główną, ale ostatecznie uniewinniono go z powodu jego choroby psychicznej. Wyrok ten był przez wielu kwestionowany. Niektórzy uważali, że czyn Oxforda służył zwróceniu na siebie uwagi. Uważano też, że za zamachem może stać ruch czartystów (radykalny i masowy ruch polityczny domagający się demokratyzacji prawa wyborczego). Sugerowano też, że zamach miał na celu obronę pozycji następcy tronu dla Ernesta Augusta. Te konspiracyjne teorie przyczyniły się do wzrostu patriotyzmu i lojalności wobec Korony wśród Brytyjczyków. Zamach nie miał żadnego wpływu na przebieg ciąży. 21 listopada 1840 r. urodziła się pierwsza córka, Wiktoria, pierwsze z dziewięciorga dzieci Wiktorii i Alberta.
W 1841 r. wigowie przegrali wybory powszechne i do władzy doszli torysi. Stanowisko premiera już po raz trzeci w swojej karierze objął Robert Peel. Nauczony doświadczeniem nie ingerował już w obsadę stanowisk na Dworze Królewskim. Królowa jeszcze przez pewien czas korespondowała potajemnie z lordem Melbournem, ale pozycję byłego premiera powoli zajmował książę-małżonek.
13 czerwca 1842 r. Wiktoria odbyła swoją pierwszą podróż pociągiem. Podróżowała ze stacji Slough niedaleko zamku Windsor do Bishop’s Bridge niedaleko Paddington w Londynie. Podróż odbywała się w specjalnym królewskim wagonie przygotowanym przez Wielkie Zachodnie Linie Kolejowe. Królowej towarzyszyli książę-małżonek oraz inżynier Wielkich Zachodnich Linii, Isambard Kingdom Brunel.

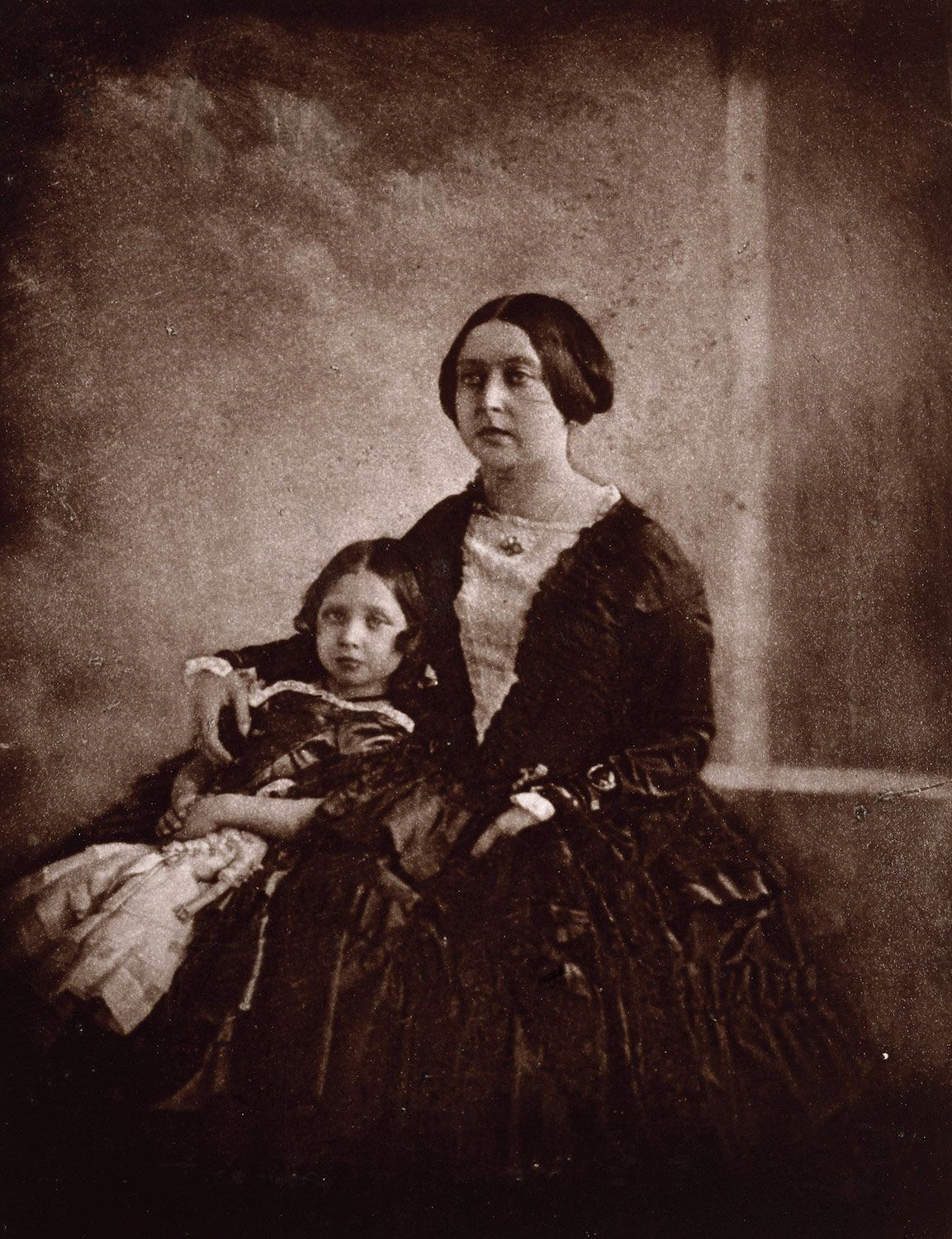
Fotografia Wiktorii ok. 1844–1845, prawdopodobnie pierwsza fotografia osoby zasiadającej na brytyjskim tronie

W 1842 r. miały miejsce trzy zamachy na życie królowej. 29 maja w St. James’s Park niejaki John Francis (prawdopodobnie szukający rozgłosu) wystrzelił do królowej z pistoletu. Monarchini przebywała wówczas w powozie, a zamachowiec został błyskawicznie ujęty przez konstabla Williama Trounce’a. Francis został oskarżony o zdradę główną i skazany na śmierć, ostatecznie karę zamieniono na dożywotnie więzienie. Książę Albert uważał, że potencjalnych zamachowców zachęcał przykład Oxforda z 1840 r. 3 lipca 1842 r., ledwie kilka dni po skazaniu Francisa, inny chłopak, niejaki John William Bean, również próbował zastrzelić królową. Chociaż jego pistolet był naładowany tylko papierem i tabaką, jego czyn wciąż był karany śmiercią. Książę Albert stwierdził jednak, że byłaby to za surowa kara. Doprowadził więc do przyjęcia przez Parlament ustawy o zdradzie (1842), która precyzowała, że otwarcie ognia w kierunku królowej, grożenie jej, rzucanie w nią różnymi przedmiotami, czy wydobywanie broni palnej i innych niebezpiecznych narzędzi w obecności królowej karane będzie siedmioma latami więzienia i chłostą. Beana skazano więc na 18 miesięcy pozbawienia wolności. Ani jego, ani żadnej innej osoby nie skazano nigdy na karę chłosty.

### Kwestia nazwiska
Wiktoria należała do dynastii hanowerskiej, bocznej gałęzi Domu d’Este i Domu Welfów. Królowa nigdy nie używała żadnego nazwiska (inni członkowie jej rodziny używali nazwiska „Hanover” podczas pobytu w Wielkiej Brytanii). Książę Albert pochodził z dynastii z Saksonii-Coburga-Gothy; po śmierci Wiktorii ta dynastia panowała w Wielkiej Brytanii. Zgodnie ze zwyczajami monarchów, żona nigdy nie uzyskuje członkostwa w dynastii męża, ale pozostaje przy swojej. Tak więc Wiktoria nie należała do Domu Sachsen-Coburg-Gotha. Jako kobiecie zamężnej niektórzy genealogowie nadają jej nazwisko „von Wettin” (Koburgowie to boczna linia Wettynów), bazując na poradach udzielonych przez „College of Arms”. Królowa jest czasami nazywana „Aleksandriną Wiktorią von Wettin, z domu Hanover”.
Albert pochodził z dynastii Sachsen-Coburg-Gotha, bocznej gałęzi ernestyńskiej linii dynastii Wettinów. Królowa Wiktoria poprosiła swoich urzędników o ustalenie, jakie nazwisko przysługuje jej małżonkowi. Po przebadaniu archiwów w Gocie, urzędnicy uznali, że książę Albert winien nosić nazwisko „Wettin” lub „von Wettin”. Wiktorii to nazwisko nie przypadło jednak do gustu.
Wnuk królowej, król Jerzy V, ponownie zajął się sprawą rodowego nazwiska. W 1917 r. zmienił je na „Windsor”. „College of Arms” ponownie poinformował, że poprzednim prawowitym nazwiskiem dynastii było „Wettin”. W 1958 r. uchwała Tajnej Rady nadała potomkom królowej, Elżbiety II, nazwisko „Mountbatten-Windsor”. Nie dotyczy to księcia Walii i jego synów, ale tych potomków królowej, w wypadku których mało prawdopodobne jest odziedziczenie tronu.

## Polityka wczesnej epoki wiktoriańskiej

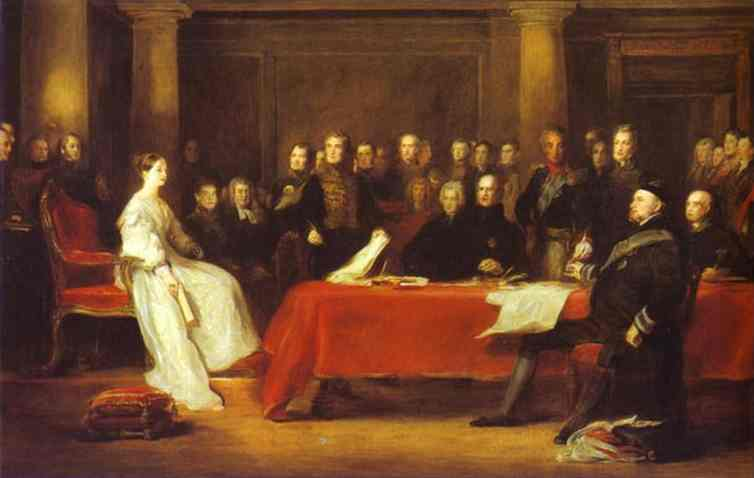
Królowa Wiktoria na spotkaniu z politykami

W 1843 ostatecznie zniesiono niewolnictwo w koloniach brytyjskich. W 1846 r. ministerium Peela znalazło się w kryzysie, związanym ze sprawą tzw. „ustaw zbożowych”. Znosiły one cła na zboże, stanowiące od wielu lat obiekt krytyki (w 1838 r. powstała nawet Liga do walki przeciw ustawom zbożowym). Ustawy zostały zniesione w 1846 r. przy poparciu wigów, a przy sprzeciwie posiadaczy ziemskich. Spowodowały one rozłam w partii torysów (na tzw. „konserwatywnych torysów” i popierających premiera „Peelites”). W wyniku konfliktów wewnątrzpartyjnych upadł gabinet Peela, a premierem został John Russell. Jego ministerium, mimo że wigowskie, nie cieszyło się sympatią królowej. Monarchini naraził się zwłaszcza ambitny minister spraw zagranicznych lord Palmerston, który często działał bez konsultacji z gabinetem, premierem i królową.
W 1849 r. Wiktoria poskarżyła się na Palmerstona premierowi Russellowi. Twierdziła, że rozesłał on bez jej wiedzy i aprobaty polecenia dla brytyjskich dyplomatów. Swoją remonstrację królowa ponowiła w 1850 r., ale bez efektu. Palmerston został pozbawiony stanowiska dopiero w 1851 r., kiedy bez wiedzy premiera ogłosił poparcie rządu brytyjskiego dla zamachu stanu dokonanego we Francji przez księcia Ludwika Napoleona Bonaparte.
Okres premierostwa Russella również był ciężki dla królowej. W 1849 r. rozgoryczony bezrobotny Irlandczyk William Hamilton próbował wystraszyć Wiktorię, odpalając pistolet, kiedy jej powóz przejeżdżał przez Constitution Hill. Hamilton został skazany na podstawie prawa z 1842 r. Uznano go winnym i zasądzono maksymalną karę 7 lat pozbawienia wolności.
W 1850 r. królowa została ranna podczas próby zamachu, jaką podjął niezrównoważony psychicznie były oficer, Robert Pate. Kiedy Wiktoria siedziała w powozie, Pate doskoczył do niej z pistoletem, zdarł jej czepek i zranił ją. Został osądzony i skazany. Wobec nieudanej próby udowodnienia swojej niepoczytalności został skazany na taką samą karę, jak rok wcześniej Hamilton.

## Sprawy irlandzkie

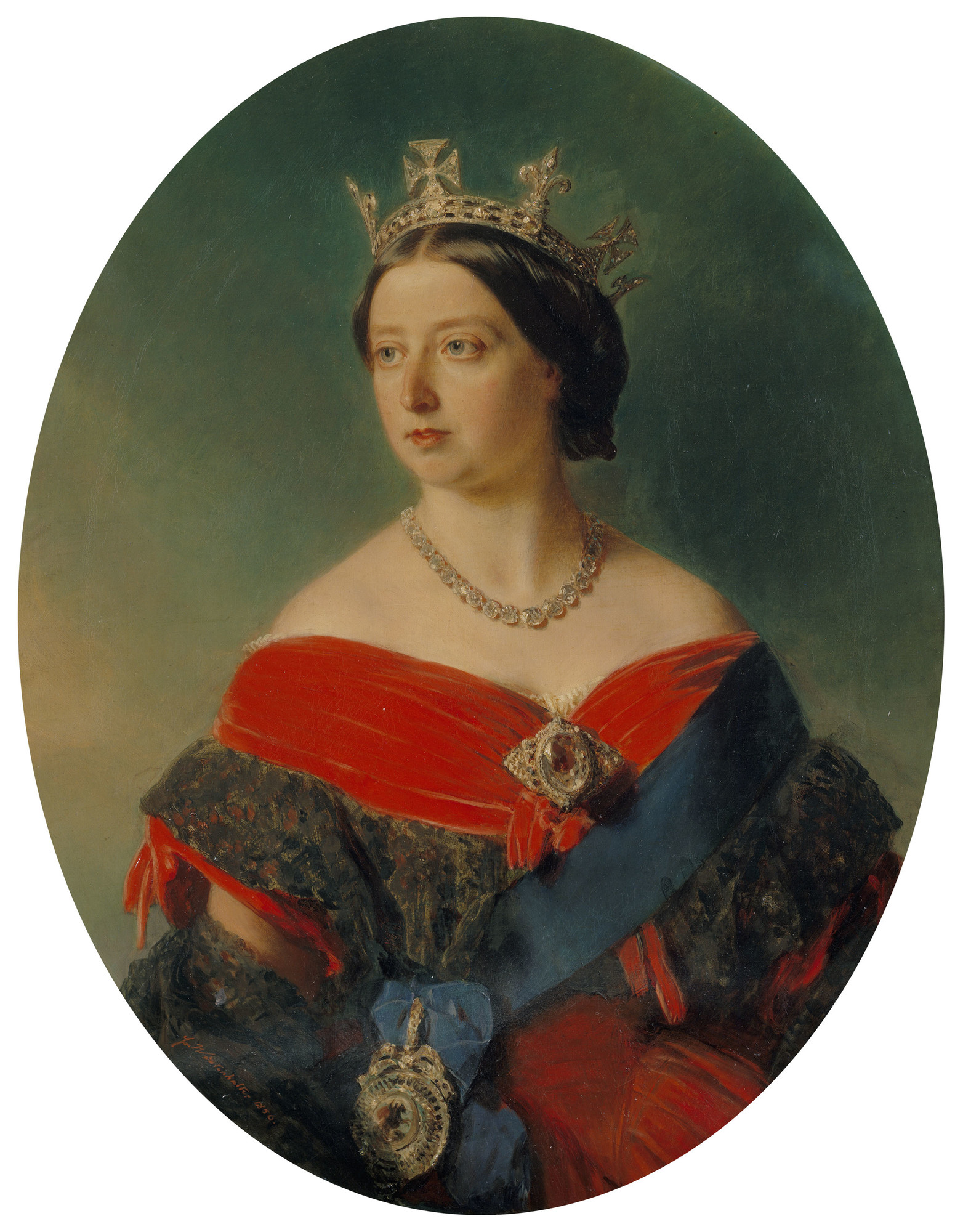
Królowa Wiktoria na obrazie F. X. Winterhaltera

Młoda królowa Wiktoria była pod wrażeniem uroków Irlandii i wakacje często spędzała w Killarney w hrabstwie Kerry, co spowodowało, że miasto stało się popularnym w XIX w. kurortem wypoczynkowym dla brytyjskiej klasy wyższej. W 1845 r. zaraza ziemniaka spowodowała zniszczenie zbiorów ziemniaków w całej Irlandii. Na kraj spadła wówczas klęska głodu (sama choroba ziemniaków nie spowodowała głodu, ale Irlandczycy musieli sprzedawać uprawiane zboże, aby móc opłacić wysokie czynsze i to właśnie było przyczyną klęski), która trwała do 1851 r. Z głodu zmarło wówczas milion ludzi, a drugie tyle opuściło Irlandię. Podczas katastrofy królowa przekazała 5000 funtów szterlingów z własnej szkatuły dla głodujących Irlandczyków.
Polityka premiera Russella była często krytykowana za brak pomocy dla Irlandii podczas klęski głodu. Na tym tle korzystnie wypadały działania królowej, która zdobyła sporą popularność na Szmaragdowej Wyspie.
Królowa często stawała po stronie Irlandczyków, wspierając np. Maynooth Grant, a podczas wizyty w Irlandii odwiedziła nawet seminarium.
Pierwsza oficjalna wizyta królowej w Irlandii odbyła się w 1849 r. Została ona zaaranżowana przez ówczesnego lorda namiestnika hrabiego Clarendon. Chciał on w ten sposób odwrócić uwagę opinii publicznej od klęski głodu, a także zwrócić uwagę brytyjskiego rządu na obecność królowej w miejscu kryzysu. Wizyta ta nie zmieniła opinii o królowej w Irlandii, gdzie nawet nacjonaliści kończyli partyjne zebrania odśpiewaniem God Save the Queen.
W latach 70. i 80. jednak wizerunek monarchini pogorszył się w oczach licznych Irlandczyków. Wiktoria odmówiła np. wizyty w Irlandii, argumentując to faktem, że Korporacja Dublińska odmówiła złożenia księciu Walii gratulacji z okazji jego ślubu z Aleksandrą Duńską i narodzin najstarszego syna pary, Alberta Wiktora.
Wiktoria konsekwentnie odmawiała również kolejnym premierom i Lordom Namiestnikom, a nawet członkom własnej rodziny, ustanowienia w Irlandii stałej rezydencji królewskiej. Lord Midleton, były przewodniczący irlandzkich unionistów, zapisał w swoich wspomnieniach w 1930 r., że była to jedna z tych decyzji, które podkopały prestiż brytyjskiej monarchii w Irlandii.
Ostatnia wizyta królowej w Irlandii miała miejsce w 1900 r., kiedy zwróciła się do Irlandczyków z apelem o wstępowanie do armii brytyjskiej podczas trwającej właśnie II wojny burskiej. W odpowiedzi na jej wizytę lider irlandzkich nacjonalistów, Arthur Griffith, utworzył organizację Cumann na nGaedheal, aby zjednoczyć opozycję. Pięć lat później Griffith wykorzystał znajomości z tego okresu do utworzenia nowego politycznego ruchu, który mocno zaważył na losach Irlandii, partii Sinn Féin.

## Polityka Wielkiej Brytanii w latach 50. XIX wieku
W 1851 odbyła się pierwsza Wystawa Światowa, znana jako Wielka Wystawa 1851. Zorganizowana przez księcia Alberta, została uroczyście zainaugurowana przez królową 1 maja 1851. Pomimo wielu obaw i sceptycyzmu Wystawa odniosła wielki sukces, a zyski posłużyły do utworzenia South Kensington Museum (nazwanego później Muzeum Wiktorii i Alberta).
Ministerium Johna Russella upadło w 1852. Nowym premierem został konserwatysta, Edward Stanley, 14. hrabia Derby, ale nie utrzymał się długo na stanowisku. Nie uzyskawszy większości w Parlamencie podał się do dymisji po niecałym roku urzędowania. Wtedy Wiktoria powołała na stanowisko premiera George’a Hamilton-Gordona, 4. hrabiego Aberdeen, i razem z mężem przyczyniła się do utworzenia koalicji wigów i peelitowskich torysów, na czele której stanął właśnie lord Aberdeen. Najważniejszym aktem nowego rządu było wciągnięcie Wielkiej Brytanii w wojnę krymską po stronie Turcji, a przeciwko Rosji. Przed wojną para królewska dała się poznać z prorosyjskich sympatii, które przyczyniły się do spadku jej popularności. Wiktoria wkrótce odbudowała jednak swój wizerunek, spotykając się często z żołnierzami ruszającymi na wojnę. W 1857, rok po jej zakończeniu, ustanowiła Krzyż Wiktorii, nadawany za bohaterską postawę na polu bitwy.
Zaangażowanie w wojnę krymską sprawiło, że rząd Aberdeena stał się niepopularny w społeczeństwie. W 1855 Aberdeen podał się do dymisji i został zastąpiony przez Palmerstona, który powrócił do łask królowej. Jego rząd upadł w 1857 w wyniku zaangażowania Wielkiej Brytanii w kolejny konflikt zbrojny (tym razem była to II wojna opiumowa). Premierem został po raz drugi lord Derby. Najważniejszym wydarzeniem za czasów jego urzędowania było powstanie Sipajów w 1858, które sprawiło, że Brytyjska Kompania Wschodnioindyjska utraciła kontrolę nad Indiami, które przeszły bezpośrednio w ręce Korony. Żywot drugiego ministerium Derby’ego również był krótkotrwały. Upadło w 1859 i Palmerston powrócił na stanowisko premiera.

## Wdowa z Windsoru

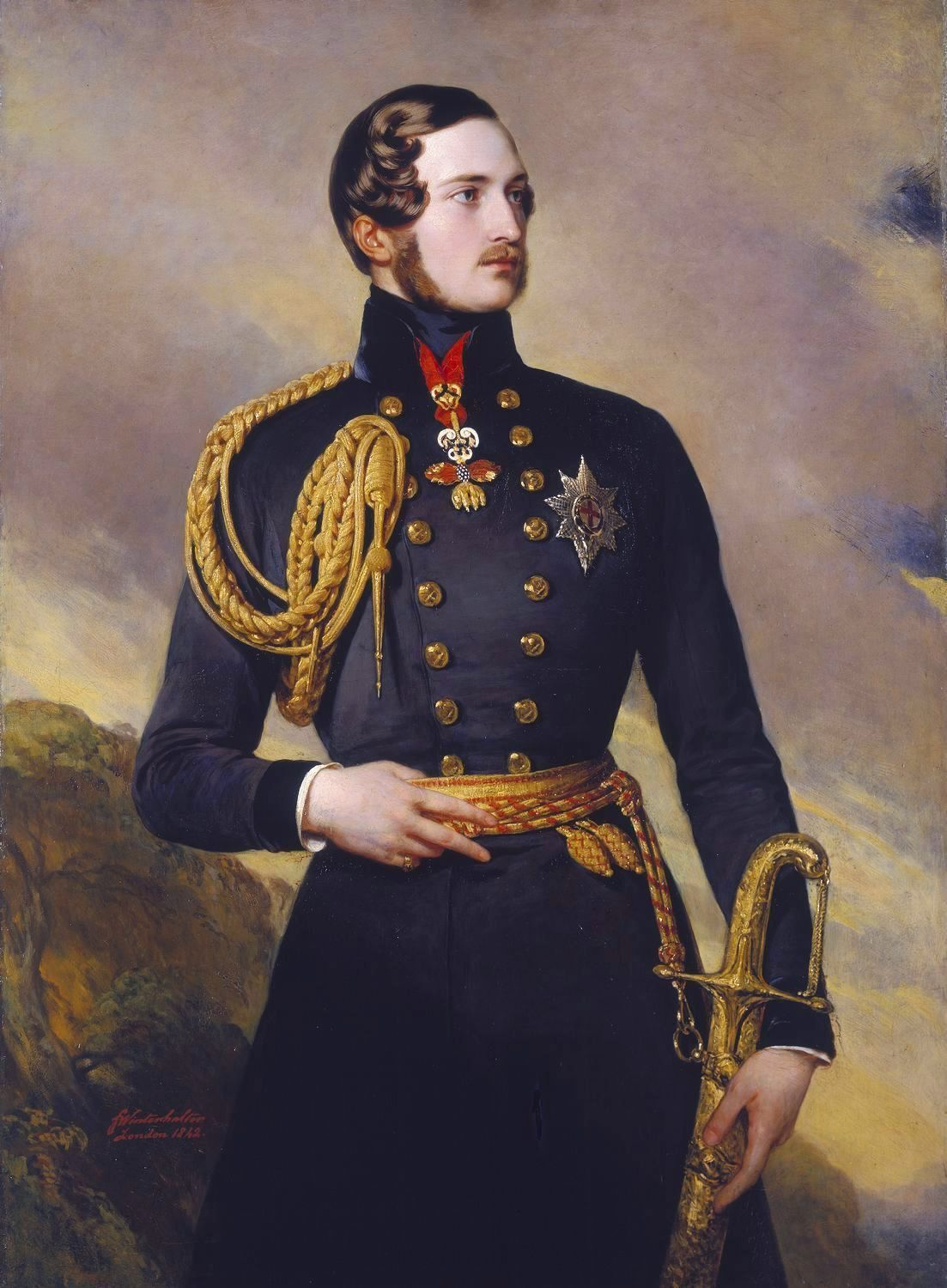
Albert von Sachsen-Coburg-Gotha, książę-małżonek

Książę-małżonek zmarł nagle 14 grudnia 1861. Jego śmierć załamała królową, która pogrążyła się w niemal permanentnej żałobie. Przez resztę życia ubierała się na czarno, poza tym rzadko pokazywała się publicznie i praktycznie nie opuszczała Londynu. Jej odosobnienie przydało jej przydomek „Wdowy z Windsoru” (Widow of Windsor). Krytykowała swojego najstarszego syna, jako zbyt frywolnego, kalającego pamięć ojca.
Wiktoria szczególnie silnie związana była ze swoim szkockim koniuszym, Johnem Brownem. Pojawiały się nawet plotki o ich potajemnym małżeństwie (królowa Wiktoria zwana była czasem „Jej Wysokością Panią Brown”). W opublikowanym 2 września 2006 w Daily Mail artykule Petronella Wyatt opisuje, jak jej ojciec, Woodrow Wyatt, spotkał w latach 80. XX w. królową-matkę Elżbietę, która często odwiedzała dom Wyattów. Podczas jednego z obiadów rozmowa zeszła na królową Wiktorię i Johna Browna – królowa-matka twierdziła, że w archiwach Windsoru odnalazła dokumenty świadczące o tajemnym małżeństwie królowej, jednak zapytana, co zrobiła z odkryciem, odpowiedziała, że spaliła dokumenty.
Jeden odnaleziony dziennik, uznawany za wyznanie złożone na łożu śmierci przez kapelana królowej, informuje o małżeństwie królowej. Nie znajduje to jednak potwierdzenia w źródłach. Jedyną poszlaką jest fakt, że Wiktoria zażyczyła sobie, aby w jej trumnie położono togę Alberta, a także kosmyk włosów Browna oraz jego zdjęcie.
Odosobnienie Wiktorii od społeczeństwa odbiło się na popularności monarchii wśród Brytyjczyków oraz przyczyniło się do nasilenia tendencji republikańskich. Chociaż królowa wypełniała sumiennie swoje obowiązki, nie wywierała już wpływu na rządy, pozostając w odosobnieniu w królewskich rezydencjach, takich jak zamek Balmoral w Szkocji czy Osborne House na wyspie Wight. W międzyczasie Parlament uchwalił Akt o reformie 1867. Lord Palmerston opierał się postulatom reform wyborczych, ale jego rząd upadł w 1865. Jego następcą został lord Russell, a później lord Derby, za którego kadencji uchwalono reformę. Wprowadziła ona głosowanie tajne i obniżyła cenzus majątkowy, czterokrotnie powiększając liczbę wyborców.

## Gladstone i Disraeli

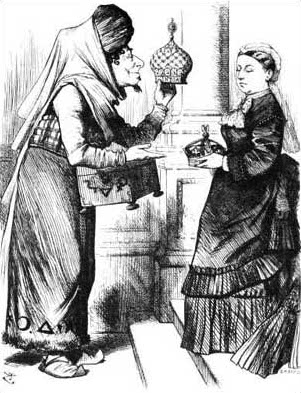
Benjamin Disraeli wręcza królowej koronę cesarzowej Indii (rysunek satyryczny opublikowany w Punchu)

W 1868 r. nastąpiła zmiana na szczytach władzy konserwatystów. Derby’ego na stanowisku premiera zastąpił Benjamin Disraeli, który wkrótce zyskał sobie miano ulubionego premiera królowej Wiktorii. Jego rząd rychło jednak upadł (w 1870 r.) i Disraeli został zastąpiony przez liberała, Williama Ewarta Gladstone’a, będącego w opozycji do Wiktorii i byłego premiera. Królowa nie przepadała za liberalnym premierem, ale na początku lat 70. pozostawała na uboczu w związku ze swoją żałobą. Potem dzięki wsparciu rodziny stała się bardziej aktywna na brytyjskiej scenie politycznej.
W 1872 r. Wiktoria przeżyła 6. zamach na swoje życie. Tym razem zamachowcem był 17-letni Irlandczyk, Arthur O’Connor, który ruszył na jej powóz z pistoletem w jednej ręce i z petycją domagającą się uwolnienia irlandzkich więźniów politycznych w drugiej. Pistolet nie był naładowany, a celem Irlandczyka było zwrócenie uwagi królowej na petycję. Będący u boku królowej John Brown powalił chłopaka na ziemię, nim królowa zdążyła dostrzec pistolet. Brown został nagrodzony złotym medalem za swoją odwagę, a O’Connor skazany na 7 lat więzienia.
Disraeli powrócił do władzy w 1874 r., w czasie, gdy w Wielkiej Brytanii szerzyły się imperialne marzenia. W 1871 r. proklamowano Cesarstwo Niemieckie, co oznaczało, że Wiktoria, najstarsza córka królowej, zostanie w przyszłości cesarzową i będzie posiadała wyższą rangę niż jej matka, jedynie królowa.
Aby zapobiec takiej „dyplomatycznej anomalii” wprowadzono Akt o tytułach królewskich z 1876 r., który nadawał Wiktorii tytuł cesarzowej Indii. Wiktoria odwdzięczyła się swojemu premierowi, podnosząc go do godności para Zjednoczonego Królestwa jako hrabiego Beaconsfield.
Administracja Disraeliego przetrwała do 1880 r., kiedy liberałowie wygrali wybory i Gladstone ponownie został premierem. Królowa wprawdzie próbowała powierzyć misję tworzenia rządu innemu liberałowi, liderowi tej partii w Izbie Gmin, lordowi Hartingtonowi, ten jednak odmówił, stwierdzając, że rząd liberalny nie może pracować bez Gladstone’a, a on sam nie chce być podległy nikomu innemu. Wiktoria musiała więc mianować Gladstone’a premierem.
Ostatni zamach na królową miał miejsce w 1882 r. Szkocki szaleniec, Roderick McLean, strzelił w kierunku królowej, kiedy ta siedziała w powozie, ale chybił. Chociaż wszyscy zamachowcy od 1842 r. byli skazywani na 7 lat więzienia, McLeana oskarżono o zdradę główną, wciąż zagrożoną karą śmierci. Uznano go jednak za niepoczytalnego i dożywotnio umieszczono w zakładzie psychiatrycznym. Królową zirytowała sentencja wyroku: „nie winny, ale szalony”. Rok później zmieniła formułkę na „winny, ale szalony”.
Konflikt Wiktorii z Gladstone’em ciągnął się przez dalsze lata. Zmuszona była akceptować kolejne zmiany w prawie wyborczym, takie jak Akt o reprezentacji Narodu z 1884 r. Rząd Gladstone’a upadł w 1885 r. i został zastąpiony konserwatywnym rządem lorda Salisbury. Gladstone wrócił do władzy w 1886 r. i próbował wprowadzić ustawę o irlandzkim Home Rule, dającą Irlandii znaczną samodzielność. Sprzeciwiła jej się jednak królowa Wiktoria, która uznała, że jej wprowadzenie oznaczać będzie początek rozpadu Imperium Brytyjskiego. Kiedy projekt ustawy został odrzucony przez Izbę Gmin, Gladstone podał się do dymisji. Lord Salisbury ponownie został premierem.

## Ostatnie lata

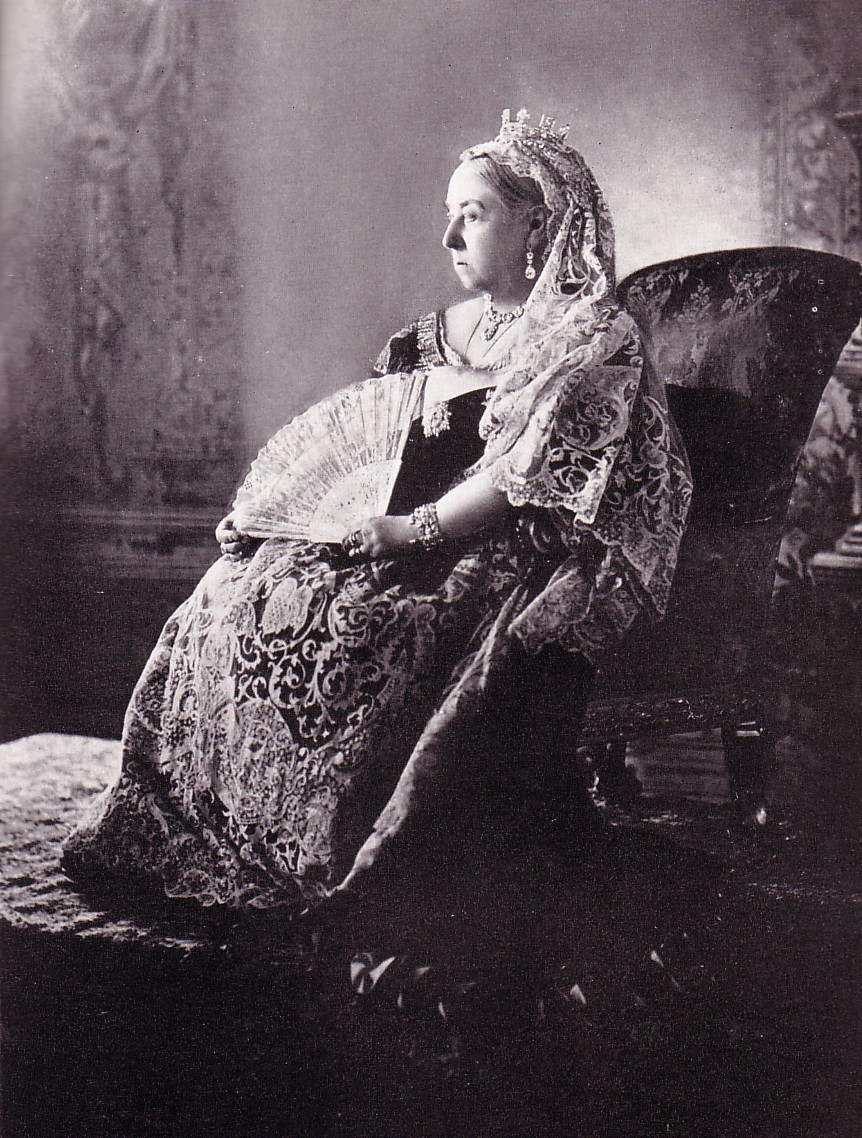
Zdjęcie królowej Wiktorii z jej ostatnich lat życia

Rok 1887 Zjednoczone Królestwo spędziło na świętowaniu Złotego Jubileuszu 50 lat panowania królowej Wiktorii. Główne uroczystości zorganizowano 20 czerwca 1887 r. Na bankiet z tej okazji zaproszono wielu przedstawicieli europejskich domów panujących. W kręgach irlandzkich nacjonalistów narodził się wówczas plan wysadzenia Opactwa Westminsterskiego, kiedy królowa będzie składać dziękczynienie za 50 lat rządów. Kiedy plany zamachowców wykryto, spisek ten określono mianem „jubileuszowego”. 21 czerwca królowa uczestniczyła w procesji, która, według słów Marka Twaina, rozciągała się poza zasięg wzroku w którą stronę by nie spojrzeć. W owym czasie Wiktoria była bardzo popularną monarchinią. Plotki związane z jej potajemnym małżeństwem ucichły po śmierci Browna w 1883 r. Wiktoria stała się wówczas symbolem moralności.
Królowa została zmuszona do tolerowania administracji Gladstone’a raz jeszcze w 1892 r. Po kolejnej próbie, nieudanej zresztą, wprowadzenia w Irlandii zasady Home Rule, Gladstone odszedł w 1894 r. na emeryturę i został zastąpiony przez imperialistycznie nastawionego liberała, lorda Rosebery. Jego rząd przetrwał do 1895 r., kiedy premierem został po raz trzeci lord Salisbury, który pozostawał na tym stanowisku przez resztę rządów Wiktorii.
22 września 1896 r. Wiktoria prześcignęła swojego dziadka Jerzego III i stała się najdłużej panującym brytyjskim monarchą. Królowa poleciła jednak przenieść uroczystości z tej okazji na rok 1897, kiedy miała świętować swój diamentowy jubileusz. Minister ds. kolonii w gabinecie Salisbury’ego, Joseph Chamberlain, zaproponował, aby jubileusz był świętowany w całym Imperium Brytyjskim.
Zaproszenie na uroczystości otrzymali premierzy wszystkich samorządnych kolonii razem z rodzinami. W procesji, w której uczestniczyła królowa, brały również udział oddziały wojskowe ze wszystkich brytyjskich kolonii i dependencji, razem z wojskami przysłanymi przez hinduskich książąt i radżów, podległych Wiktorii jako cesarzowej Indii. Jubileusz stanowił okazję wyrażenia swoich uczuć wobec prawie 80-letniej monarchini, która podczas uroczystości poruszała się na wózku.
Niektórzy historycy twierdzą, że z okazji jubileuszu Wiktoria założyła białą suknię, porzucając ten jeden raz swój zwykły czarny strój, jaki nosiła od śmierci męża.
Pod koniec rządów Wiktorii Wielka Brytania została zaangażowana w II wojnę burską. Wojna ta zyskała entuzjastyczne poparcie królowej. Jej życie osobiste zostało zdominowane przez rodzinne tragedie, w tym śmierć dwóch synów, księcia Edynburga i księcia Albany, oraz księżnej heskiej, Alicji. Zmarli również trzej jej wnukowie – książę Clarence i Avondale, Alfred (syn księcia Edynburga) oraz Wiktor von Schleswig-Holstein (syn księżniczki Heleny). W 1899 r. królowa po raz ostatni wzięła udział w uroczystości publicznej, jaką było położenie kamienia węgielnego pod South Kensington Museum.

## Śmierć
Zgodnie ze swoim zwyczajem, święta Bożego Narodzenia 1900 spędziła w Osborne House (rezydencję tę wybrał książę Albert) na wyspie Wight. Zmarła na krwiaka mózgu 22 stycznia 1901 w wieku 81 lat. Zgodnie ze swoim życzeniem została pochowana w białej sukni i ślubnym welonie. Do trumny włożyli ją jej żyjący synowie, książę Connaught i książę Walii, wówczas już król Edward VII. Pogrzeb Wiktorii odbył się 2 lutego 1901, po dwudniowym wystawieniu trumny na widok publiczny. Pochowano ją obok księcia Alberta we Frogmore Mausoleum. Ponieważ nie lubiła czarnych pogrzebów, Londyn udekorowano z tej okazji purpurą i bielą. Panowała przez 63 lata, 7 miesięcy i 2 dni, jej rekord długości panowania pobiła 9 września 2015 jej praprawnuczka Elżbieta II.
Następcą Wiktorii został jej najstarszy syn, książę Walii, pod imieniem Edwarda VII. Wraz ze śmiercią Wiktorii zakończyły się rządy dynastii hanowerskiej w Wielkiej Brytanii.

## Dziedzictwo

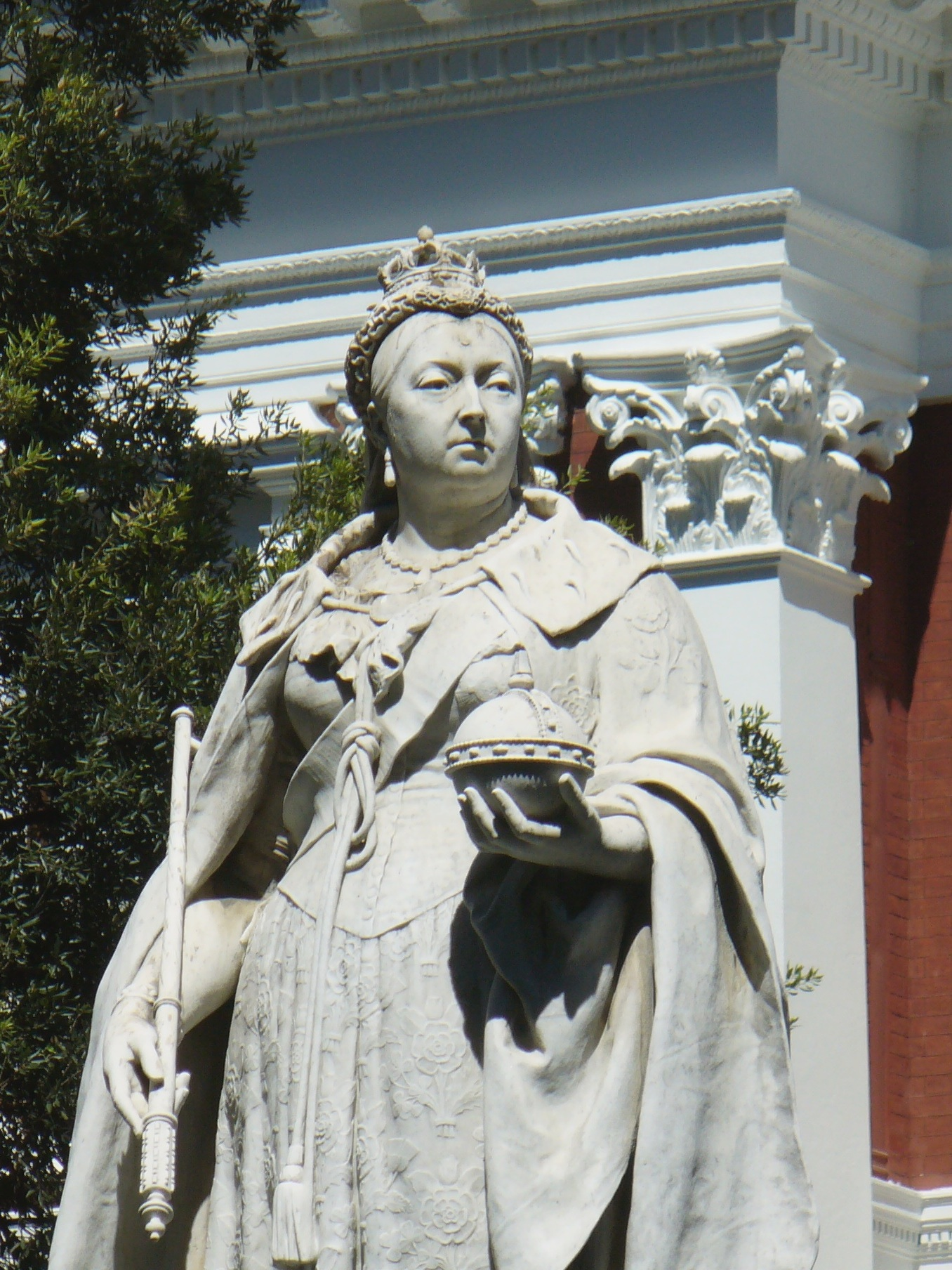
Pomnik królowej Wiktorii przed gmachem Parlamentu w Kapsztadzie

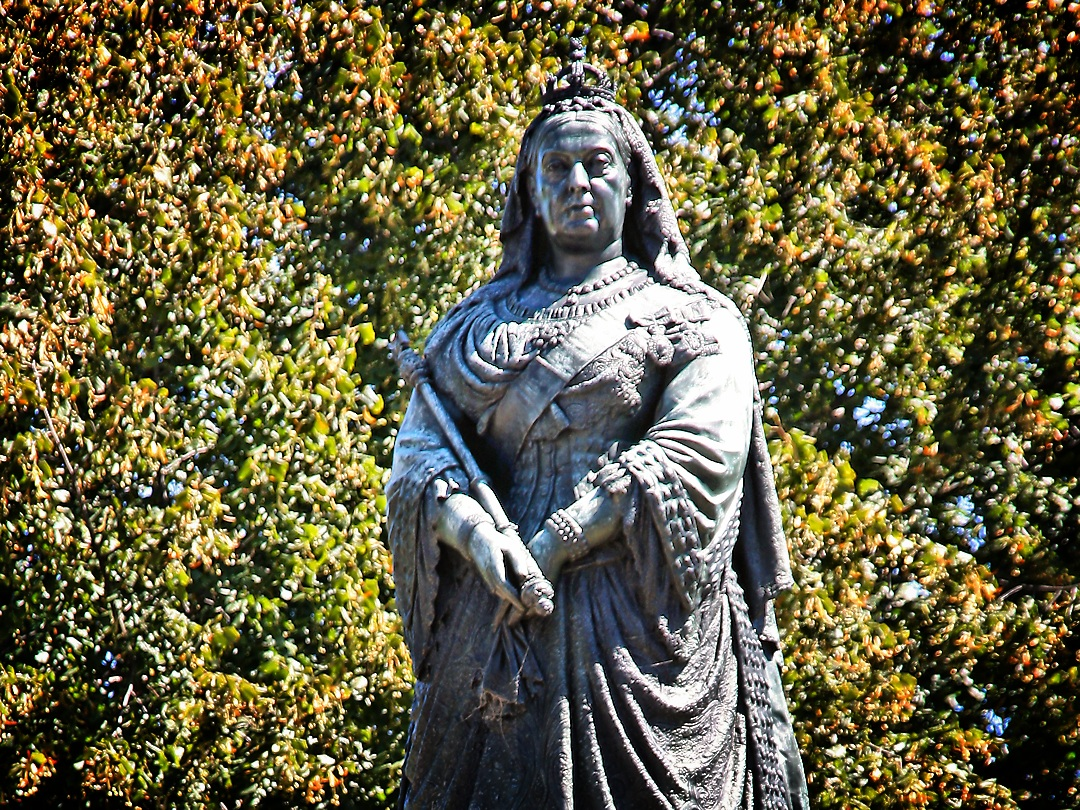
Pomnik Królowej Wiktorii na placu Victoria Square w Christchurch

Królowa Wiktoria była pierwszym nowoczesnym brytyjskim monarchą. Poprzedni władcy byli aktywnymi uczestnikami życia politycznego, jednak seria reform politycznych umocniła stanowisko Izby Gmin kosztem Izby Lordów i monarchy. Rola królowej stawała się coraz bardziej symboliczna. Jak napisał Walter Bagehot, od czasów królowej Wiktorii brytyjski monarcha miał prawo do konsultacji, prawo do doradzania i prawo do ostrzegania.
Wraz ze spadkiem znaczenia monarchii w życiu politycznym i wzrostem jej symbolicznego znaczenia, stała się ona kwintesencją moralności i wartości rodzinnych. W odróżnieniu od obfitujących w skandale rządów poprzedników, panowanie Wiktorii zakorzeniło w brytyjskiej świadomości wizerunek królestwa jako „rodzinnej monarchii”, z którą purytańska w swych obyczajach klasa średnia mogła się identyfikować.

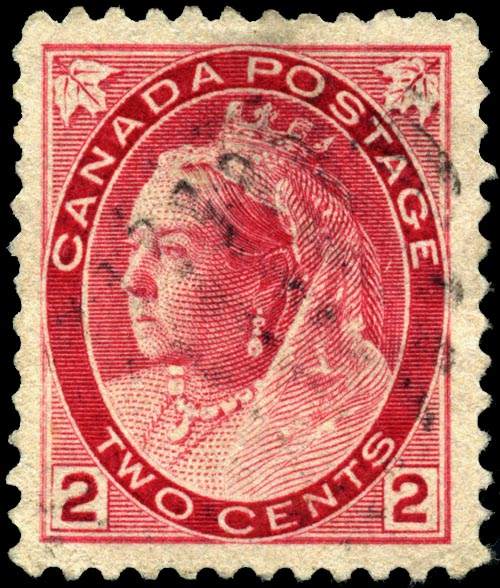
Kanadyjski znaczek pocztowy z wizerunkiem królowej Wiktorii

Na międzynarodowej scenie politycznej Wiktoria była ważną figurą, nie tylko wskutek znaczenia brytyjskiego Imperium, ale także rodzinnych koneksji monarchini. Małżeństwa jej dzieci nadały jej przydomek „babki Europy”. Monarchiami, które w 1914 r. stanęły naprzeciw siebie, rządzili wnukowie Wiktorii, lub mężowie jej wnuczek.
Wiktoria jest pierwszą znaną nosicielką hemofilii w królewskiej linii, ale niejasne jest, w jaki sposób ją odziedziczyła (możliwe, że hemofilia u królowej była tzw. mutacją de novo, czyli samorodną). Podejrzewa się również, że nie książę Kentu był biologicznym ojcem Wiktorii, a irlandzki prywatny sekretarz i potwierdzony źródłowo kochanek księżnej Kentu, sir John Conroy. Jednak w życiorysie Conroya i historii jego rodziny nie ma nic, co potwierdzałoby hemofilię w jego rodzinie.
Bardziej prawdopodobne jest, że hemofilię Wiktoria odziedziczyła po matce. Cesarzowa Wiktoria nie cierpiała na tę chorobę, ale jej nosicielkami były księżniczka Alicja i księżniczka Beatrycze. Na hemofilię był chory książę Albany. Najsłynniejszą ofiarą hemofilii wśród potomków Wiktorii był jej prawnuk, carewicz Aleksy Mikołajewicz Romanow. Obecnie wydaje się, że gen hemofilii został wyeliminowany wśród potomków Wiktorii. Możliwe, że gen przetrwał w królewskiej rodzinie Hiszpanii, ale nie zanotowano do tej pory przypadków zachorowań.
W 2025 r. potomkami Wiktorii są następujący (obecni) europejscy monarchowie – Karol III, król Wielkiej Brytanii, Harald V, król Norwegii, Karol XVI Gustaw, król Szwecji, Fryderyk X, król Danii oraz Filip VI, król Hiszpanii. Potomkami Wiktorii są również pretendenci do tronu Grecji (Paweł II Glücksberg), Rumunii (Małgorzata Rumuńska), Serbii (Aleksander II Karadziordziewić), Rosji (Maria Władimirowna Romanowa), Prus (Jerzy Fryderyk Hohenzollern), Saksoni-Coburg-Gotha (Andrzej z Saksonii-Coburga-Gothy), Hanoweru (Ernest August V), Hesji (Maurycy Heski) i Badenii (Maksymilian Badeński).
Królowa Wiktoria doświadczyła niepopularności w pierwszych latach swojego wdowieństwa, ale stała się niezmiernie popularna w latach 80. i 90. XIX wieku. W 2002 r. w plebiscycie BBC na 100 najwybitniejszych Brytyjczyków zajęła 18. miejsce.
Innowacjami wprowadzonymi za panowania Wiktorii są znaczki pocztowe (pierwszy, „Penny Black”, wypuszczono w 1840 r., zawierał on podobiznę królowej) oraz kolej (Wiktoria była pierwszą monarchinią, która jeździła koleją).
Królowa Wiktoria pozostaje najczęściej upamiętnianym brytyjskim monarchą. Jej pomniki można odnaleźć na każdym terytorium dawnego Imperium Brytyjskiego. Wiele instytucji, stowarzyszeń, parków czy organizacji nosi jej imię.
Równocześnie jej pomniki były często usuwane jako symbol brytyjskiego kolonializmu. Taki los spotkał pomnik dłuta Johna Hughesa, który w 1924 stanął przed Leinster House w Dublinie. Został stamtąd usunięty w 1947 po fali krytyki, jaką wywołał pomnik brytyjskiej królowej przed gmachem irlandzkiego parlamentu. Po latach pomnik został przekazany do Australii i 20 grudnia 1987 stanął w Sydney.

### Królowa Wiktoria w kulturze

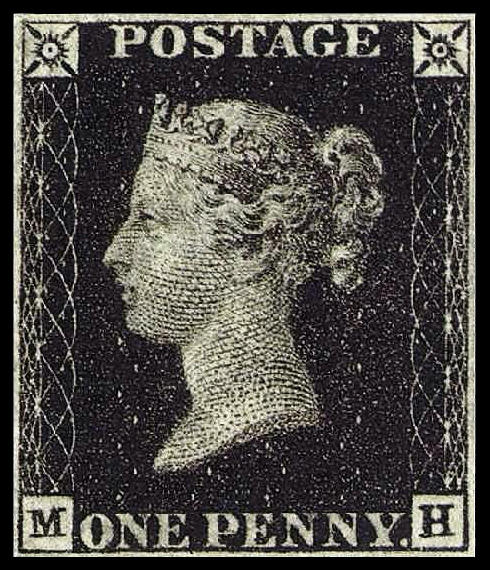
Penny Black (1840), pierwszy znaczek pocztowy

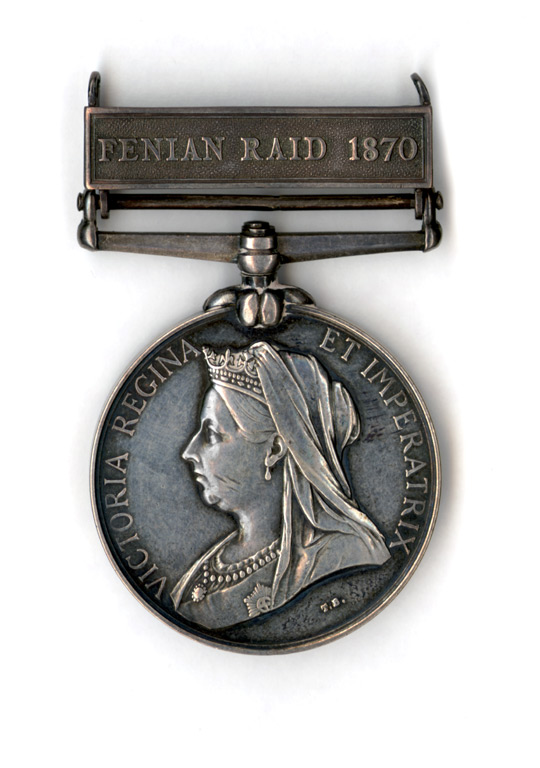
Fenian Raid Medal z 1870

O życiu królowej Wiktorii powstało wiele filmów i miniseriali, m.in.:
- Wiktoria (Victoria) (2016) – brytyjski serial telewizyjny z Jenną Coleman w roli królowej.
- Victoria and Albert (2001) z Victorią Hamilton w roli królowej.
- Młoda Wiktoria (2008) z Emily Blunt w roli tytułowej.
- miniserial Edward the Seventh (1975) w reżyserii Johna Gorriego, z Annette Crosbie w roli Wiktorii.
- The Mudlark (1950) z Irene Dunne w roli królowej.
- Jej wysokość pani Brown (1997) w reżyserii Johna Maddena z Judi Dench w tytułowej roli.
- Powiernik królowej (2017) w reżyserii Stephena Frearsa. Tak jak w filmie Jej wysokość pani Brown, w rolę królowej wcieliła się Judi Dench
- niemiecki Mädchenjahre einer Königin (1954), opowiadający dość swobodnie historię małżeństwa Wiktorii i Alberta; w roli królowej wystąpiła Romy Schneider.
- Sztuka Laurence’a Housemana Victoria Regina, z premierą w Lyric Theatre w 1935.
- Królowa pojawia się często jako postać drugoplanowa, np. w Małej księżniczce z Shirley Temple z 1939 r., Prywatnym życiu Sherlocka Holmesa Billy’ego Wildera z 1970 r., Przygodach najsprytniejszego z braci Holmesów Gene’a Wildera z 1974 r., Rycerzach z Szanghaju z 2003 r., From Hell z 2001 r., W 80 dni dookoła świata z 2004 r., animowanym Steamboy, gdzie jest ukazana podczas otwarcia Wystawy Światowej.
- Postać królowej Wiktorii występuje także w mandze zatytułowanej Kuroshitsuji, której autorką jest Yana Toboso. Pierwszy raz pojawia się na konkursie przyrządzania potraw indyjskich.
- Helen Hayes grała Wiktorię w popularnej broadwayowskiej sztuce Victoria Regina.
- Skecz Latającego Cyrku Monty Pythona, gdzie królowa wypowiada słowa „We are not amused” (Nie jesteśmy rozbawieni).
- W serialu science-fiction BBC Doktor Who, w odcinku z 2006 roku pt. Ząb i pazur, królowa grana jest przez Pauline Collins. Akcja odcinka toczy się w 1879 roku. Królowa jest straszona przez wilkołaka, który chce przejąć kontrolę nad Imperium. Zasugerowano również, że gen hemofilii wziął się z ugryzienia wilkołaka. Przy tej okazji Rose Tyler zakłada się o 10 funtów z Doktorem, że nakłoni królową do wypowiedzenia słów We are not amused.
- Nawiązanie do postaci Wiktorii pojawia się w czwartej serii komediowego serialu BBC Czarna Żmija, w której kapitan Edmund Blackadder przesłuchuje kapitana Kevina Darlinga, o którym sądzi, że jest niemieckim szpiegiem. Darling mówi: Jestem tak brytyjski jak królowa Wiktoria!, na co Blackadder odpowiada: W takim razie twój ojciec jest Niemcem, ty jesteś pół-Niemcem i jesteś żonaty z Niemką?
- Postaci Wiktorii i jej męża pojawiły się również w odcinku specjalnym Czarnej Żmii „Blackadder Christmas Carol”. Królowa wraz z księciem Albertem w wieczór wigilijny wybiera się w przebraniu na spacer po Londynie, by nagradzać ludzi za ich dobroczynność i życzliwość. Składa wizytę Ebenezerowi Blackadderowi, który nie poznawszy pary królewskiej, w ramach dobrego uczynku oddaje jej indyka, który miał być jego wigilijną kolacją. Przez noc Ebenezer przechodzi jednak przemianę i gdy Wiktoria wraca następnego dnia, by go nagrodzić, nadal jej nie poznając, obrzuca ją wyzwiskami i wyrzuca z domu.
- Postać królowej pojawia się w jednym z odcinków serialu The Simpsons.
- W filmie Piraci! (The Pirates! In an Adventure with Scientists) (2012) główny bohater ratuje ostatniego żywego ptaka dodo przed królową Wiktorią należącą do klubu smakoszy egzotycznych stworzeń.
- The Kinks uhonorowali Wiktorię i jej imperium piosenką z 1969 r. pt. Victoria. Została ona później wykorzystana przez The Fall i Sonic Youth. Zarówno wersja The Kinks, jak i The Fall znajduje się na liście 40 hitów w Wielkiej Brytanii.
- Leonard Cohen nawiązuje do postaci królowej w swoim poemacie z 1964 r. Queen Victoria and Me, oraz ponownie w 1972 r. w bazującej na poemacie piosence Queen Victoria, która była później wykonywana przez Johna Cale’a.
- Okres panowania Wiktorii jest odwzorowany w grze Paradox Interactive Victoria: An Empire Under the Sun. W tej grze gracz kieruje krajem podczas kolonizacji, rewolucji przemysłowej, wojny i różnych historycznych wydarzeń.
- Komiks z 2006 r. The New Adventures of Queen Victoria.
- W komputerowej grze Civilization IV Wiktoria jest jedną z dwóch przywódczyń, oprócz Elżbiety I, którą można wybrać w misji angielskiej.
- Na podstawie Royal Diaries została napisana książka o dzieciństwie królowej: Victoria, May Blossom of Britannia England Anny Kirwan z 1829 r.
- Główny park w Hamilton na Bermudach nazywa się „Victoria Park” na cześć królowej.

### W naukach przyrodniczych
Na jej cześć nazwano rodzaj wiktoria (Victoria) (roślina z rodziny grzybieniowatych).

## Genealogia
| Prapradziadkowie                                           | Ernest z Saksonii-Coburg-Saalfeld (1697–1764) ∞1723 Anna Zofia Schwarzburg-Rudolstadt (1700–1780) | Ferdynand Albrecht II z Brunszwiku-Lüneburga (1680–1735) ∞1712 Antonina Amalia z Brunszwiku-Wolfenbüttel (1696–1762) | Henryk XXIX Reuss-Ebersdorf (1699–1747) ∞1721 Zofia Teodora Castell-Remlingen (1703–1777)    | Jerzy August Erbach-Schönberg (1691–1758) ∞1719 Henrietta Stolberg-Gedern (1699–1750)        | Król Wielkiej Brytanii Jerzy II Hanowerski (1683–1760) ∞1705 Karolina z Brandenburgii-Ansbach (1683–1737)         | Fryderyk II z Saksonii-Gotha-Altenburg (1676–1732) ∞1696 Magdalena Augusta z Anhaltu-Zerbst (1679–1740)           | Adolf Fryderyk II z Meklemburgii-Strelitz (1658–1708) ∞1705 Krystyna Emilia Schwarzburg-Sondershausen (1681–1751) | Ernest Fryderyk z Saksonii-Hildburghausen (1681–1724) ∞1704 Zofia Albertyna Erbach-Erbach (1683–1742)             |
| Pradziadkowie                                              | Ernest Fryderyk (1724–1800) ∞1705 Zofia z Brunszwiku-Wolfenbüttel (1724–1802)                     | Ernest Fryderyk (1724–1800) ∞1705 Zofia z Brunszwiku-Wolfenbüttel (1724–1802)                                        | Henryk XXIV Reuss-Ebersdorf (1724–1779) ∞1754 Karolina Erbach-Schönberg (1727–1796)          | Henryk XXIV Reuss-Ebersdorf (1724–1779) ∞1754 Karolina Erbach-Schönberg (1727–1796)          | Fryderyk Ludwik Hanowerski (1707–1751) ∞ 1739 Augusta z Saksonii-Gothy (1719–1772)                                | Fryderyk Ludwik Hanowerski (1707–1751) ∞ 1739 Augusta z Saksonii-Gothy (1719–1772)                                | Karol Ludwik z Meklemburgii-Mirow (1707–1752) ∞1735 Elżbieta Albertyna z Saksonii-Hildburghausen (1713–1761)      | Karol Ludwik z Meklemburgii-Mirow (1707–1752) ∞1735 Elżbieta Albertyna z Saksonii-Hildburghausen (1713–1761)      |
| Dziadkowie                                                 | Franciszek z Saksonii-Coburga-Saalfeld (1750–1806) ∞1777 Augusta Reuss-Ebersdorf (1757–1831)      | Franciszek z Saksonii-Coburga-Saalfeld (1750–1806) ∞1777 Augusta Reuss-Ebersdorf (1757–1831)                         | Franciszek z Saksonii-Coburga-Saalfeld (1750–1806) ∞1777 Augusta Reuss-Ebersdorf (1757–1831) | Franciszek z Saksonii-Coburga-Saalfeld (1750–1806) ∞1777 Augusta Reuss-Ebersdorf (1757–1831) | Król Wielkiej Brytanii Jerzy III Hanowerski (1738–1820) ∞1761 Zofia Charlotta z Meklemburgii-Strelitz (1744–1818) | Król Wielkiej Brytanii Jerzy III Hanowerski (1738–1820) ∞1761 Zofia Charlotta z Meklemburgii-Strelitz (1744–1818) | Król Wielkiej Brytanii Jerzy III Hanowerski (1738–1820) ∞1761 Zofia Charlotta z Meklemburgii-Strelitz (1744–1818) | Król Wielkiej Brytanii Jerzy III Hanowerski (1738–1820) ∞1761 Zofia Charlotta z Meklemburgii-Strelitz (1744–1818) |
| Rodzice                                                    | Wiktoria z Saksonii-Coburga-Saalfeld (1787–1861) ∞1818 Edward August Hanowerski (1767–1820)       | Wiktoria z Saksonii-Coburga-Saalfeld (1787–1861) ∞1818 Edward August Hanowerski (1767–1820)                          | Wiktoria z Saksonii-Coburga-Saalfeld (1787–1861) ∞1818 Edward August Hanowerski (1767–1820)  | Wiktoria z Saksonii-Coburga-Saalfeld (1787–1861) ∞1818 Edward August Hanowerski (1767–1820)  | Wiktoria z Saksonii-Coburga-Saalfeld (1787–1861) ∞1818 Edward August Hanowerski (1767–1820)                       | Wiktoria z Saksonii-Coburga-Saalfeld (1787–1861) ∞1818 Edward August Hanowerski (1767–1820)                       | Wiktoria z Saksonii-Coburga-Saalfeld (1787–1861) ∞1818 Edward August Hanowerski (1767–1820)                       | Wiktoria z Saksonii-Coburga-Saalfeld (1787–1861) ∞1818 Edward August Hanowerski (1767–1820)                       |
| Wiktoria Hanowerska (1819–1901), Królowa Wielkiej Brytanii |                                                                                                   | |                                                                                              |                                                                                              | | | | |